# Professionalniy Futbolniy Klub Krylya Sovetov
O Professionalniy Futbolniy Klub Krylya Sovetov (em russo:  Профессиональный футбольный клуб Крылья Советов), conhecido apenas como Krylya Sovetov, é um clube esportivo fundado a 12 de abril de 1942 em Samara, na Rússia. É um dos clubes mais populares do país, tendo participado em 48 oportunidades do Campeonato Soviético de Futebol. A equipe alviceleste, além de duas finais da Copa da Rússia de Futebol, ostenta o bicampeonato da Primeira Divisão Russa.
O nome, em português, significa "Asas dos Soviéticos".

## História
Foi fundado a 12 de abril de 1942 como Krylya Sovetov Kuybyshev e manteve o nome até o fim da URSS. Seus desempenhos seguiam um padrão de "clube ioiô" no extinto Campeonato Soviético de Futebol, onde teve como sua melhor colocação um quarto lugar na edição de 1951.
A melhor posição final em toda a história, contabilizando ainda a era soviética, foi o terceiro lugar no Campeonato Russo de Futebol de 2004. O destaque foi Andrey Karyaka, que marcou 17 gols. Os Krysy foram rebaixados nas temporadas 2013–14, 2016–17 e 2019–20.

### Sucesso recente
Na temporada 2017–18, o Krylya Sovetov, treinado pelo ex-jogador Andrey Tikhonov, foi vice-campeão do segundo nível nacional.
O treinador Igor Osinkin e o ex-jogador Sergei Kornilenko formaram a comissão técnica que posteriormente ganhara a segunda divisão nacional na temporada 2020–21, criando um recorde de 101 pontos e terminado como finalista da Copa da Rússia, tendo sido derrotado frente ao Lokomotiv por 3–1. Ivan Sergeev sagrou-se o artilheiro da época após marcar 43 gols em 46 partidas.

## Estádios
A Solidarnost Arena (nome por motivos de patrocínio) é o estádio onde o Krylya Sovetov manda seus jogos. Com capacidade de 44 918 lugares, ela substituiu o Metallurg Stadium, também pertencente aos Zelyono-belo-sinie.

## Símbolos

### Mascote
De acordo com o estatuto, o mascote é um rato, comumente utilizado para abreviar o nome do clube.

#### Museu do Futebol de Samara
A 10 de julho de 2008 foi exposto o primeiro museu de futebol em Samara, dedicada a contar a história dos Young Devils.

### Uniformes

#### 1º Uniforme
| 2021–22 | 2020–21 | 2018–19 | 2016–17 |

#### 2º Uniforme
| 2021–22 | 2020–21 | 2018–19 | 2016–17 |

## Títulos
- Liga Nacional: 2014-15 e 2020-21

## Elenco
- Atualizado em 3 de fevereiro de 2022.[9][10]

Legenda
- : Capitão
- Vice-capitão
- : Prata da casa
- : Jogador lesionado.
- : Jogador suspenso.
- : Jogadores emprestados.